# Festung Kirkkiz

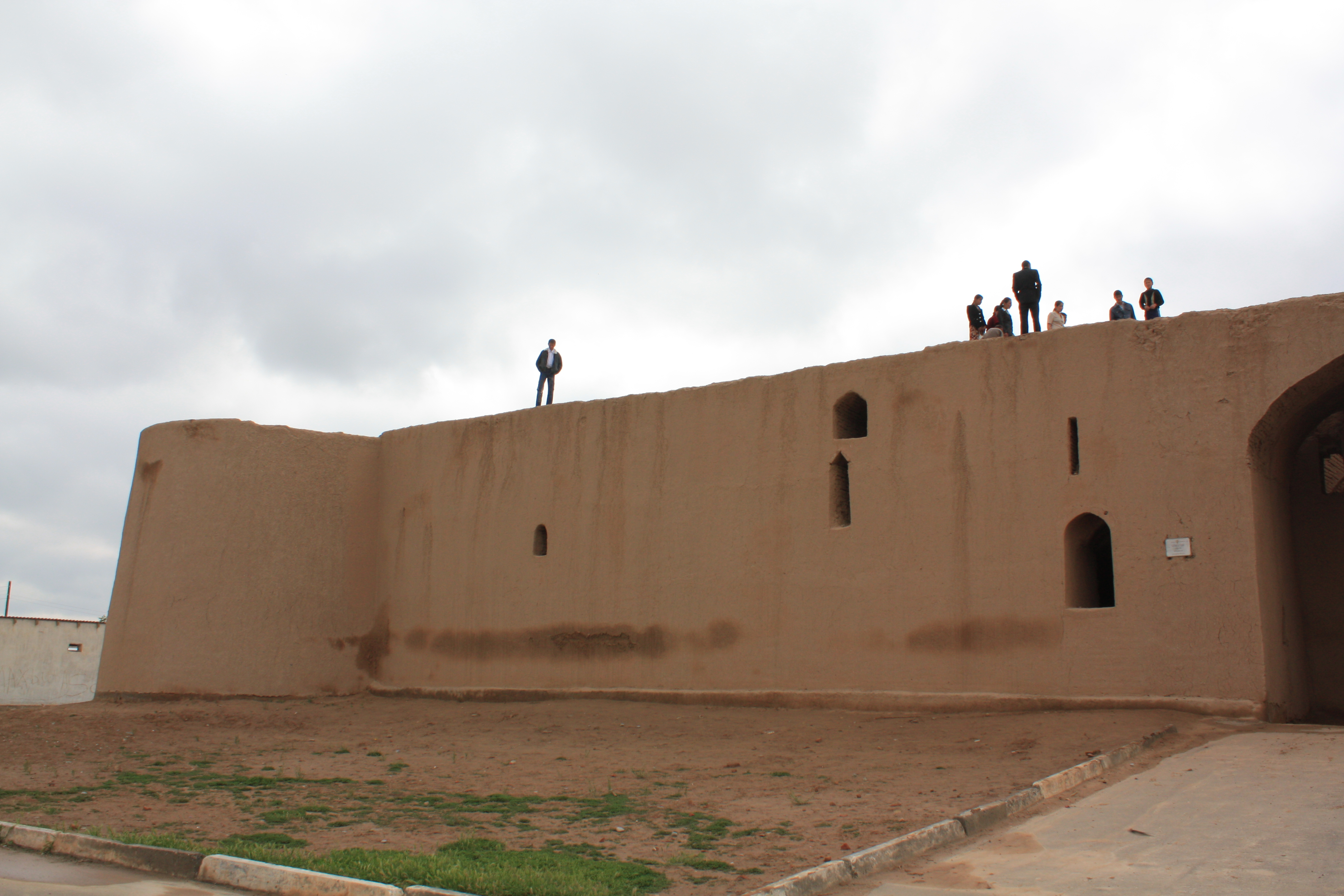
Die Festung von Außen

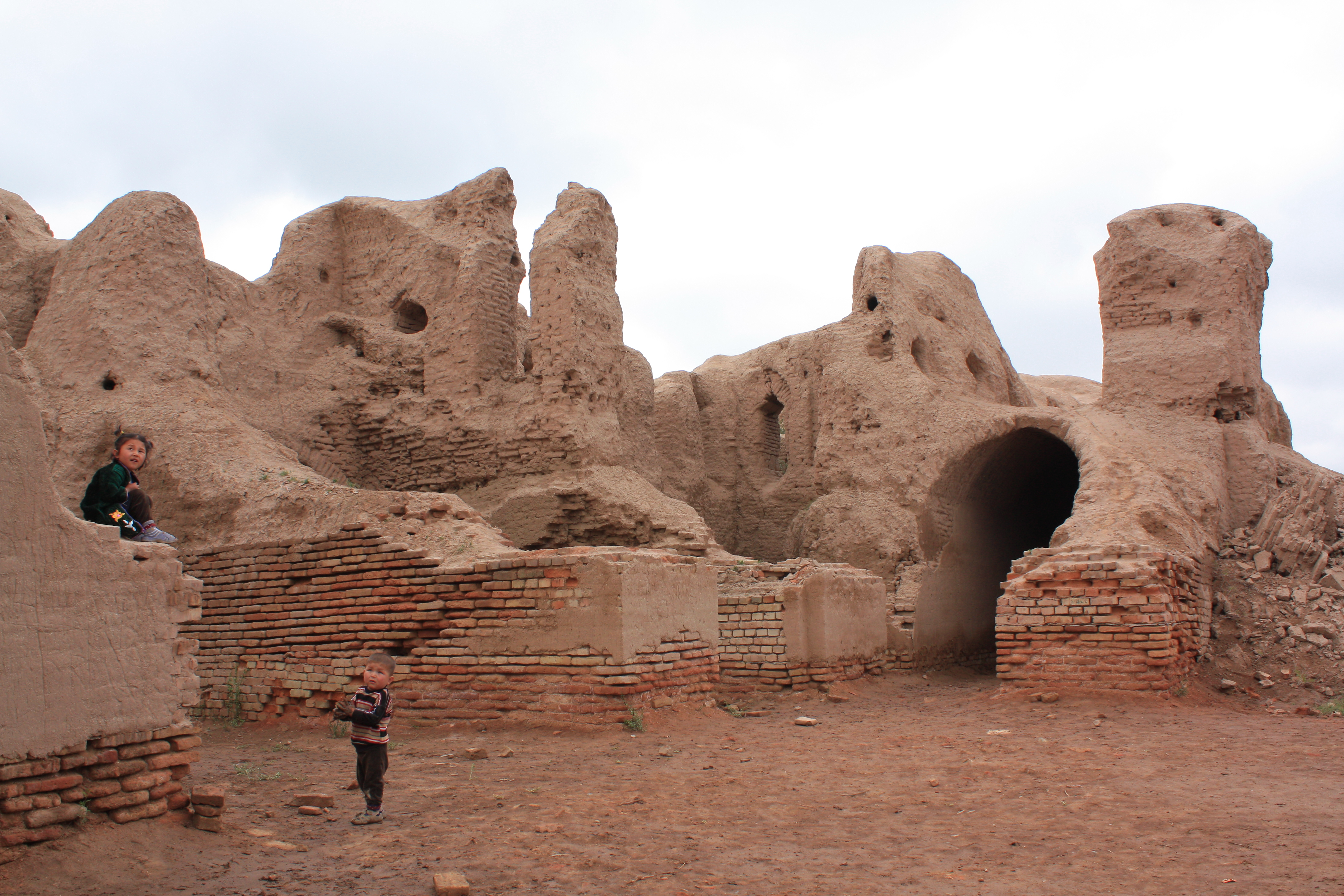
Teilansicht der Ruinen im Innern

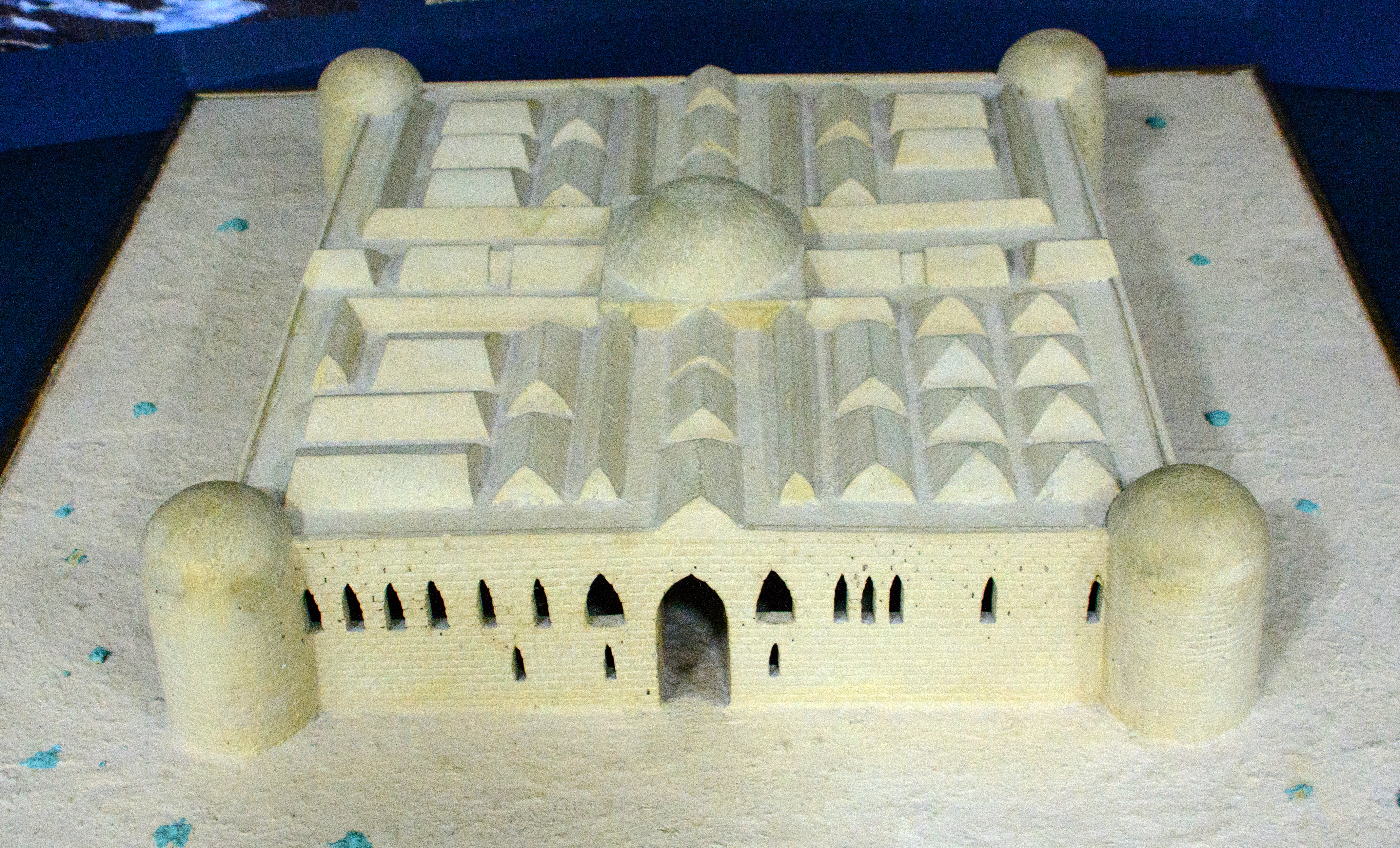
Modell der Festung

Die Festung Kirkkiz (usbekisch Qirqqiz qal'asi) ist ein Baudenkmal aus dem 9. bzw. 10. Jahrhundert in der Viloyat Surxondaryo in Usbekistan. Die Festung Kirkkiz liegt 3 km von der antiken Stadt Termiz im Bezirk Termiz entfernt. Es gibt keine Informationen darüber, zu welchem Zweck es gebaut wurde, daher wurde der Komplex zu verschiedenen Zeiten als ein Palast, ein Kloster, eine Karawanserei, ein Tekke oder eine gewöhnliche zivile Struktur angesehen. Die Tatsache, dass die Festung sich im Mittelalter außerhalb der Stadt Termiz befand, deutet jedoch darauf hin, dass die Befestigung außerhalb der Stadt als Festung diente.
Derzeit ist es in der Liste des immateriellen Kulturerbes Usbekistans von landesweiter Bedeutung.

## Geographie
Die Festung Kirkkiz liegt in der Nähe von Hanak Kokildor Ota und dem Sultan-Saodat-Komplex, auf dem Territorium der alten Stadt Shahri Saman, heute einer Vereinigung von Wassernutzern (eine natürliche oder juristische Person, der das Recht zur Nutzung des Wasserobjekts gewährt wurde) „Намуна“ von Termez in der Viloyat Surxondaryo, 4 Kilometer vom Mausoleum von Al-Hakim at-Termisius entfernt.

## Name
Der Name der Festung Qirqqiz bedeutet übersetzt aus der Usbekischen Sprache vierzig Mädchen. Das Volk hat eine Legende, dass die Länder Usbekistans einst unter dem Schutz von 40 Mädchen standen, die für die Freiheit des Volkes kämpften. Eines Tages beschlossen die Mädchen nach langen Wanderungen, in der Festung zu bleiben. Zu dieser Zeit war die Stadt von feindlichen Truppen umgeben. Die Kriegerinnen beschlossen, Feinde abzuwehren und die Verteidigung der Festung zu halten, bis die Verstärkung eintrifft. Der Kampf dauerte mehrere Tage und Nächte. Am Ende konnte nur die Anführerin des Stammes, Gulaim, überleben. Nachdem sie alle ihre Kriegerinnen verloren hatte, stieg das verwundete Mädchen aus dem Tor der Festung aus, zog ihren Helm ab und rief denjenigen an, der sich entschloss, die Stadt zu erobern, zum Kampf an. Der feindliche Anführer näherte sich Gulaim, schaute ihr in die Augen und sah ihren Tod. Er beneidete ihre Tapferkeit und stellte sein Heer auf, mit den Worten, er habe das wahre Juwel dieser Stadt gesehen. Gulaim fiel zu Boden, und das letzte, was sie sah, waren die Krieger, die ihr zu Hilfe eilten.
Eine andere, am wenigsten populäre Legende besagt, dass sich in Kirkkiz eine Medresse für Frauen befand. Dies war in Zentralasien eine extreme Seltenheit. Vierzig Mädchen wurden in der Medresse erzogen. Die Leiterin war Ruheida Binti Varrok.

## Geschichte
Die Kirkkiz-Festung wurde während der Herrschaft der Samaniden im 9. Jahrhundert erbaut. Bauherren aus dem Iran und Indien nahmen am Bau der Festung teil. Während der mongolischen Eroberung Zentralasiens im 13. Jahrhundert wurden die oberen Etagen der Festung zerstört. Seitdem wurde der Komplex mehrmals umgebaut.
Diese Festung ist charakteristisch für die sogdische Architektur. Ihr architektonischer Stil verbindet vorislamische und islamische Einflüsse.
Einige Zeit befand sich in der Festung eine Madrasa für Mädchen. Die Mädchen, die im Schloss lebten, erhielten fundierte Kenntnisse über Islam, Medizin, Mathematik, Astronomie und Chemie sowie militärische Angelegenheiten. Später diente dieses Gebäude als medizinischer Komplex.

## Forschungsgeschichte
Im Jahr 1926 wurden während einer Expedition, die von Mitarbeitern des Kulturmuseums des Ostens durchgeführt wurde, die Überreste der Festung Kirkkis untersucht. Der Expeditionsteilnehmer V. Zgura charakterisierte das archäologische Denkmal als Festung. Ein Jahr später begann in der Festung eine zweite Expedition unter der Leitung von B.N. Zosipin mit der Forschungsarbeit. Nach ihren Recherchen wurde festgestellt, dass sich auf dem zentralen Hof eine Kuppel befand, die später abgerissen wurde.
Im Jahr 1983 führte Z. Hakimov archäologische Untersuchungen des Denkmals durch und stellte fest, dass der größte Teil des Gebäudes durch einen Brand zerstört wurde.
Im Jahr 2016 hat ein Archäologe aus Termiz, Tuchtash Annaev, bei der Untersuchung des archäologischen Denkmals angenommen, dass die Festung Kirkkiz im 14. bis 15. Jahrhundert erbaut wurde.

## Architektur und Layout
Die Festung Kirkkiz wurde in Form eines Rechtecks mit einer Seite von jeweils 53,3 × 54,8 Metern gebaut. Der Komplex verfügt über insgesamt 54 Zimmer. Die Festung ist komplett aus Lehmziegeln gebaut (30 × 30 × 5 — 5,5 cm), aber in den Eckräumen und Bögen wurden verbrannte Ziegelsteine verwendet. Die Festung ist von einer dicken Mauer umgeben, deren Dicke 2–2,5 Meter erreichte. An den vier Ecken des Gebäudes befinden sich nach unten breite Ecktürme. Gewölbte Wege und mehrere Fensteröffnungen sind von allen Seiten in glatten Wänden geöffnet. Die sich in der Mitte des Gebäudes befinden und sich zwei Korridore kreuzen, teilen es in vier gleiche Teile.
In der Mitte des Gebäudes befand sich ein Hof (oder eine Halle mit einer Kuppel) in Form eines richtigen Vierecks mit Seiten von jeweils 11,5 Metern. Die Formen der beiden Teile der Struktur, die nach Norden gerichtet sind, sind gleich. Hier wurden in jedem Teil fünf Räume untergebracht, die in einen U-förmigen Korridor münden. Die Lage des südwestlichen Teils des Gebäudes ist ebenfalls geplant. Im südöstlichen Teil des Gebäudes befindet sich der größte Raum mit drei Säulen. Decken, verschiedene Tür- und Fensteröffnungen sind mit Gewinde verziert.
Es gab auch ein Hamam und eine Toilette in der Festung. Das Wasser kam über spezielle Gräben in die Festung. Die Festung hatte vier Eingänge, die sich auf allen vier Seiten befanden.